# NGC 6621

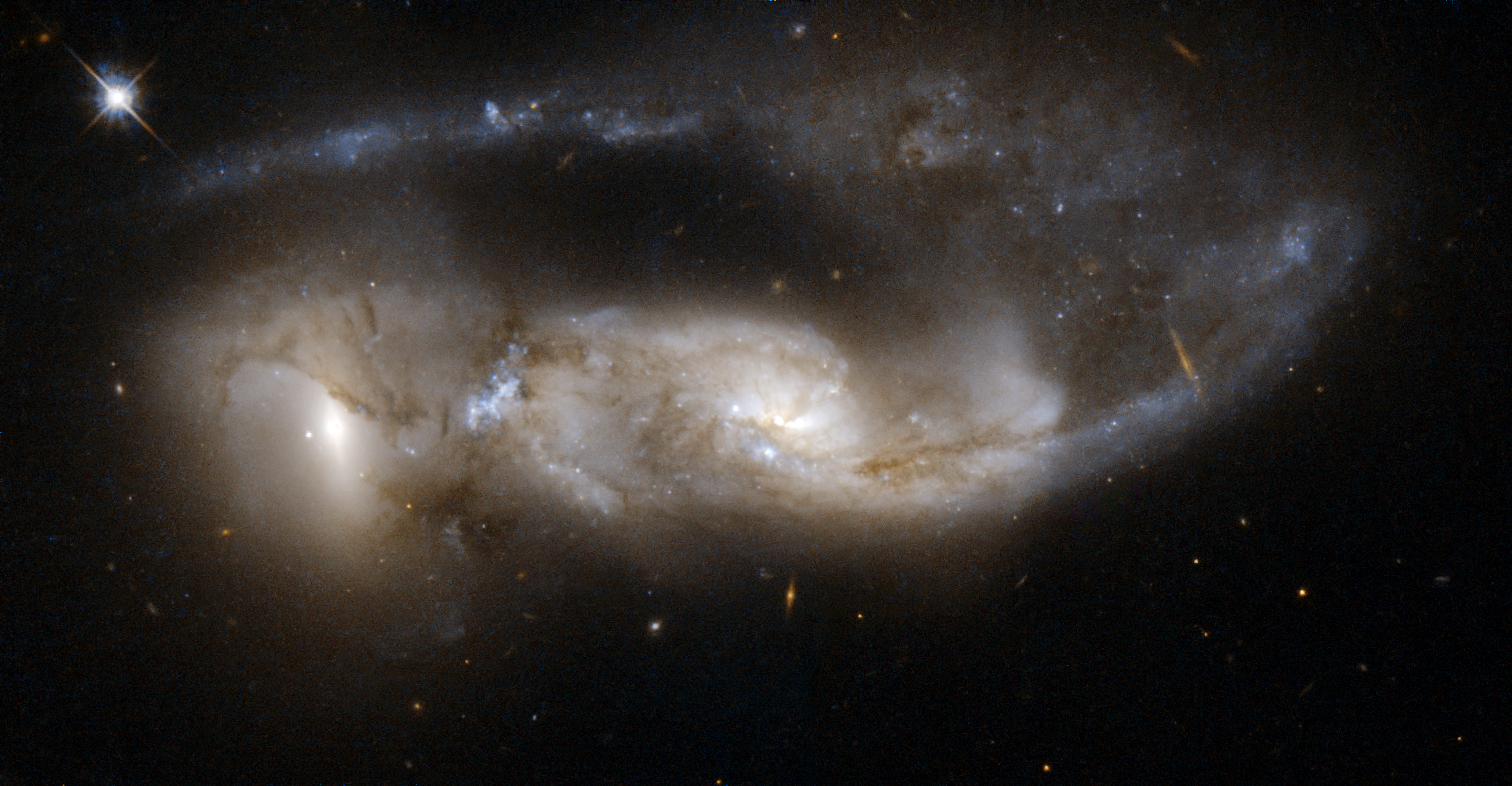
Hình ảnh của NGC 6621 (chính giữa) và NGC 6622 (bên trái) chụp bằng kính viễn vọng không gian Hubble

NGC 6621 là tên của một thiên hà xoắn ốc đang có sự tương tác thiên hà với một thiên hà khác là NGC 6622. Cả hai thiên hà này nằm trong chòm sao Thiên Long. Khoảng cách của chúng với chúng ta là khoảng xấp xỉ 260 triệu năm ánh sáng. Sự tương tác của chúng được các nhà nghiên cứu ước tính là đã diễn ra cách đây khoảng 100 triệu năm trước dựa trên hình dạng hiện tại. Cặp thiên hà này được phát hiện bởi hai anh em nhà thiên văn học người Mĩ đó là Edward D. Swift và Lewis A. Swift vào ngày 2 tháng 6 năm 1885. Trước đây NGC 6621 được cho là thiên hà nằm ở phía đông nam, nhưng bây giờ thì nó được cho là nằm ở phía bắc. Cả hai thiên hà này được liệt kê vào danh sách các thiên hà dị thường với tên Arp 81 trong thể loại "các thiên hà xoắn ốc với thiên hà đồng hành có độ sáng cao".
NGC 6621 thì lớn hơn thiên hà còn lại và cấu trúc của nó khá là rối rắm. Cuộc chạm trán này dẫn đến một luồng vật chất từ NGC 6621 bị lôi thẳng ra bên ngoài và vòng ngược qua phía sau lưng của nó. Sự va chạm này cũng đã gây nên một sự hình thành sao với tỉ lệ rất cao và nó diễn ra rất mạnh mẽ ở giữa 2 hạt nhân.
Độ sáng trong hồng ngoại của nó thì đặc trưng bởi độ sáng gấp 1011,24 lần độ sáng của mặt trời.

## Dữ liệu hiện tại
Theo như quan sát, đây là thiên hà nằm trong chòm sao Thiên Long và dưới đây là một số dữ liệu khác:
Xích kinh 18h 12m 55s
Độ nghiêng +68° 21′ 48″
Giá trị dịch chuyển đỏ 0.020652 ± 0.000007 
Cấp sao biểu kiến 13.6
Vận tốc xuyên tâm 6191 ± 2  km/s
Kích thước biểu kiến 1′.9 × 0′.7
Loại thiên hà Sb pec 